# Гене, Ашиль
Аши́ль Гене́ (фр. Achille Guenée) — французский энтомолог, автор многочисленных описаний в систематике бабочек. Опубликовал 63 работы, некоторые в соавторстве с Ф. О. Ж. Дюпоншелем (1774—1846) и Жан-Батистом Буадювалем (1799—1879), из которых наиболее известны Species des nocturnes, Histoire naturelle des Insectes. Species général des Lépidoptères (части 5—10, 1836—1857). С 1832 года член Французского энтомологического общества, его президент с 1848 года и почётный член с 1874 года.